# Lac Haribongo
Le lac Haribongo situé dans le delta central du Niger est un lac du Mali situé près du lac Garou et de la ville d'Haribomo. Il fait partie du système hydraulique du lac Niangay.